# Bayboro
La ville de Bayboro est le siège du comté de Pamlico, situé en Caroline du Nord, aux États-Unis.

## Démographie
| 1890 | 1900 | 1910 | 1920 | 1930 | 1940 |
| ---- | ---- | ---- | ---- | ---- | ---- |
| 252  | 292  | 370  | 349  | 468  | 428  |

| 1950 | 1960 | 1970 | 1980 | 1990 | 2000 |
| ---- | ---- | ---- | ---- | ---- | ---- |
| 453  | 545  | 665  | 759  | 733  | 741  |

| 2010  | - | - | - | - | - |
| ----- | - | - | - | - | - |
| 1 263 | - | - | - | - | - |